# رومان كميلو
رومان كميلو (9 سبتمبر 1980 بنوفا بانا في سلوفاكيا - ) هو لاعب كرة قدم سلوفاكي في مركز الوسط. لعب مع نادي آريما كرونوس و نادي نادي داك 1904 دونيسكا ستريدا وهو أحد أكبر الفرق في الدوري السلوفاكي.

## الإنجازات
- بطولة الدوري 1 (إندونيسيا) مع نادي آريما كرونوس (موسم 2009-2010)

## وصلات خارجية
- رومان كميلو على موقع قاعدة بيانات كرة القدم.إي يو (الإنجليزية)